# Andrzej Bogucki
Andrzej Bogucki (11.11.1904 – 29.7.1978) là diễn viên điện ảnh, truyền hình, kịch, ca sĩ operetta, người viết bài hát người Ba Lan, đôi khi cũng được gọi là "The Polish Chevalier".
Bogucki và bà vợ Janina nhũ danh Godlewska (8.3.1908 – 19.6.1992) cũng nổi tiếng về việc giúp đỡ và che giấu nhạc sĩ dương cầm người Ba Lan gốc Do Thái Władysław Szpilman. Cuộc đời của nhạc sĩ dương cầm Szpilman đã được dựng thành phim Nghệ sĩ dương cầm năm 2002, và cả Bogucki cùng vợ đều được thể hiện trong phim này.
Mặc dù sống ở Warszawa phần lớn cuộc đời, nhưng Bogucki cũng làm việc ở nhiều thành phố khác. Ông sống ở khu lân cận Mariensztat của Warszawa từ năm 1947 cho tới cuối đời, và được mai táng trong Nghĩa trang Powązki ở khu tây Warszawa.
Bogucki đã được thưởng Order Odrodzenia Polski (Huân chương Phục hưng Ba Lan) cho sự nghiệp và hoạt động của ông trong Thế chiến thứ hai. Năm 1978 viện Yad Vashem của Israel đã tặng ông và bà vợ giải Righteous Among The Nations (người công chính giữa các dân tộc), một giải thưởng dành cho những người không phải là người Do Thái đã giúp đỡ các người Do Thái trong thời kỳ bị Đức Quốc xã bách hại.

## Thời trẻ
Bogucki sinh trong một gia đình có truyền thống kịch nghệ và sân khấu lâu đời. Cha mẹ ông là các diễn viên Stanisław Bogucki và Róża Bogucka-Rapacka. Ông là cháu ngoại của diễn viên kiêm đạo diễn Ba Lan nổi tiếng Wincenty Rapacki.
Bogucki theo học và tốt nghiệp sĩ quan kỵ binh từ Trường sinh viên sĩ quan ở Grudziądz. Khi học ở trường này, ông đã tham gia các cuộc thi cưỡi ngựa, và trở thành sĩ quan trong Quân đội Ba Lan. Ông phục vụ trong Trung đoàn kỵ binh thứ 7 ở Mińsk Mazowiecki, nhưng được cho giải ngũ vì lý do sức khỏe kém trong năm 1929. Cùng năm này, ông bắt đầu xuất hiện trên sân khấu kịch dành cho thiếu nhi. Từ đó trở đi, ông tập trung vào sự nghiệp diễn xuất.

## Thế chiến thứ hai
Trong Thế chiến thứ hai, Bogucki và vợ đã tham gia Phong trào kháng chiến Ba Lan, Armia Krajowa (Home Army) chống Đức Quốc xã. Tháng 2 năm 1944 họ được các thành viên của tổ chức Do Thái hoạt động ngầm tiếp xúc thông qua người bạn của họ - nhạc sĩ dương cầm Władysław Szpilman - người đã làm việc như một người lao động nô lệ và là một trong những người Do Thái còn lại trong khu Do Thái Warszawa. Dự đoán rằng người Đức đã lập kế hoạch thanh toán ngay cả những người lao động nô lệ (hầu hết người Do Thái khác đã bị đày đi Treblinka), Szpilman - với sự giúp đỡ của Bogucki - đã trốn thoát khỏi khu Do Thái và ẩn tránh ở khu vực ngoài "khu Do Thái" của Warszawa. Với sự giúp đỡ của Bogucki, Janina và những người khác, Szpilman đã sống sót sau chiến tranh. Cuộc đời của Władysław Szpilman sau này là nền tảng của phim Nghệ sĩ dương cầm năm 2002.
Sau Thế chiến thứ hai, trong thập niên 1950 Szpilman đã sáng tác các ca khúc đặc biệt cho Andrzej và Janina, trong đó có bài được ưa chuộng Czerwony autobus (xe bus màu đỏ).

## Công trình

### Kịch nghệ
Bogucki bắt đầu làm việc trên sân khấu từ ngày 30.4.1930. Ông diễn xuất ở Nhà hát Ba Lan ở Warsaw trong 3 năm sau đó làm việc ở New Comedy Theater từ năm 1933 tới 1934. Ông cũng làm việc tại các nhà hát ở Łódź và Kraków.
Sau khi chấm dứt Thế chiến thứ hai, ông trở lại sân khấu ở Nhà hát Quân đội Ba Lan tại Łódź, nơi ông diễn xuất từ năm 1945 tới năm 1947. Ông tiếp tục làm việc ở nhiều nhà hát khác nhau, trong đó có Nhà hát quốc gia, Warsaw, nơi ông đóng kịch từ năm 1969 tới khi qua đời năm 1978.

### Ca sĩ
Bogucki bắt đầu sự nghiệp ca hát từ năm 1931 ở Nhà hát Banda, nơi ông làm việc cho tới năm 1932. Chính giọng hát đặc biệt của ông đã làm cho các khán thính giả yêu thích.
Sau năm 1945, ông tiếp tục viết các ca khúc và tung ra nhiều bài hát rất được ưa chuộng trên đài phát thanh.
Ông là nhân viên làm việc lâu năm ở Đài phát thanh Ba Lan. Ngoài ra, ông cũng làm việc cho "Radio Theatre of the Imagination" (Sân khấu truyền thanh tưởng tượng ?) (như người giới thiệu, ca sĩ, người ngâm thơ, người phổ biến âm nhạc và văn học).

## Danh mục phim
- 1917 – Pokój nr 13, Tajemnica Alei Ujazdowskich, Wanda Barska, Tajemnica hotelu w Tajemnice Warszawy
- 1933 – Jego ekscelencja subiekt (His Excellency, The Shop Assistant)
- 1933 – Szpieg w masce
- 1934 – Śluby ułańskie
- 1935 – Manewry miłosne
- 1936 – Pan Twardowski
- 1936 – Bolek i Lolek
- 1937 – Pan redaktor szaleje
- 1937 – Niedorajda
- 1938 – Za winy niepopełnione
- 1939 – Złota Maska
- 1939 – Włóczęgi
- 1953 – Żołnierz zwycięstwa
- 1953 – Sprawa do załatwienia
- 1956 – Nikodem Dyzma
- 1959 – Małpa w kąpieli
- 1968 – Wniebowstąpienie
- 1970 – Epilog norymberski
- 1975 – Jej powrót
- 1976 – Zagrożenie[9]

### Kịch truyền hình
- 1955 – Wesele
- 1962 – Romantyczni
- 1963 – Taniec księżniczki
- 1963 – Syn marnotrawny
- 1963 – Pan Benet
- 1964 – Don Juan, czyli Kamienny gość
- 1965 – Skąpiec
- 1966 – Szwejk na tyłach
- 1966 – Katarynka jako Radca
- 1969 – Mieszczanin szlachcicem
- 1970 – Dziewczęta z Nowolipek
- 1972 – Zabezpieczenie macierzyństwa
- 1972 – Elektra
- 1973 – Norwid
- 1974 – Twarz pokerzysty
- 1975 – Emancypantki
- 1976 – Jedenaste przykazanie
- 1977 – Dyplomaci i sztabowcy w Przed burzą
- 1978 – Filomena Marturano

### Phim truyền hình và loạt phim truyền hình
- 1965 – Ping-Pong w Perły i dukaty
- 1968 – Stawka większa niż życie
- 1973 – Wielka miłość Balzaka
- 1973 – Janosik (TV series)
- 1975 – Czterdziestolatek
- 1977 – Noce i dnie (TV series)
- 1977 – Lalka (TV series)
- 1981 – Najdłuższa wojna nowoczesnej Europy